# Stopplaats Oostpolder
Stopplaats Oostpolder (telegrafische code: opd) is een voormalig stopplaats aan de Nederlandse tramlijn Van Ewijcksluis - Schagen, destijds aangelegd door de N.V. Spoor-(Tram)weg Wieringen-Schagen en geëxploiteerd door de Hollandsche IJzeren Spoorweg-Maatschappij (HIJSM). De stopplaats lag in de Oostpolder, ten oosten van Anna Paulowna in de huidige gemeente Hollands Kroon. Aan de tramlijn werd de stopplaats voorafgegaan door halte Westfriesche Dijk en gevolgd door station Van Ewijcksluis. Stopplaats Oostpolder werd geopend op 1 maart 1912 en gesloten op 31 december 1934. Bij de stopplaats was een wachtruimte aanwezig, die tijdens de Zuiderzeevloed van 1916 overstroomde.